# Stinthengst

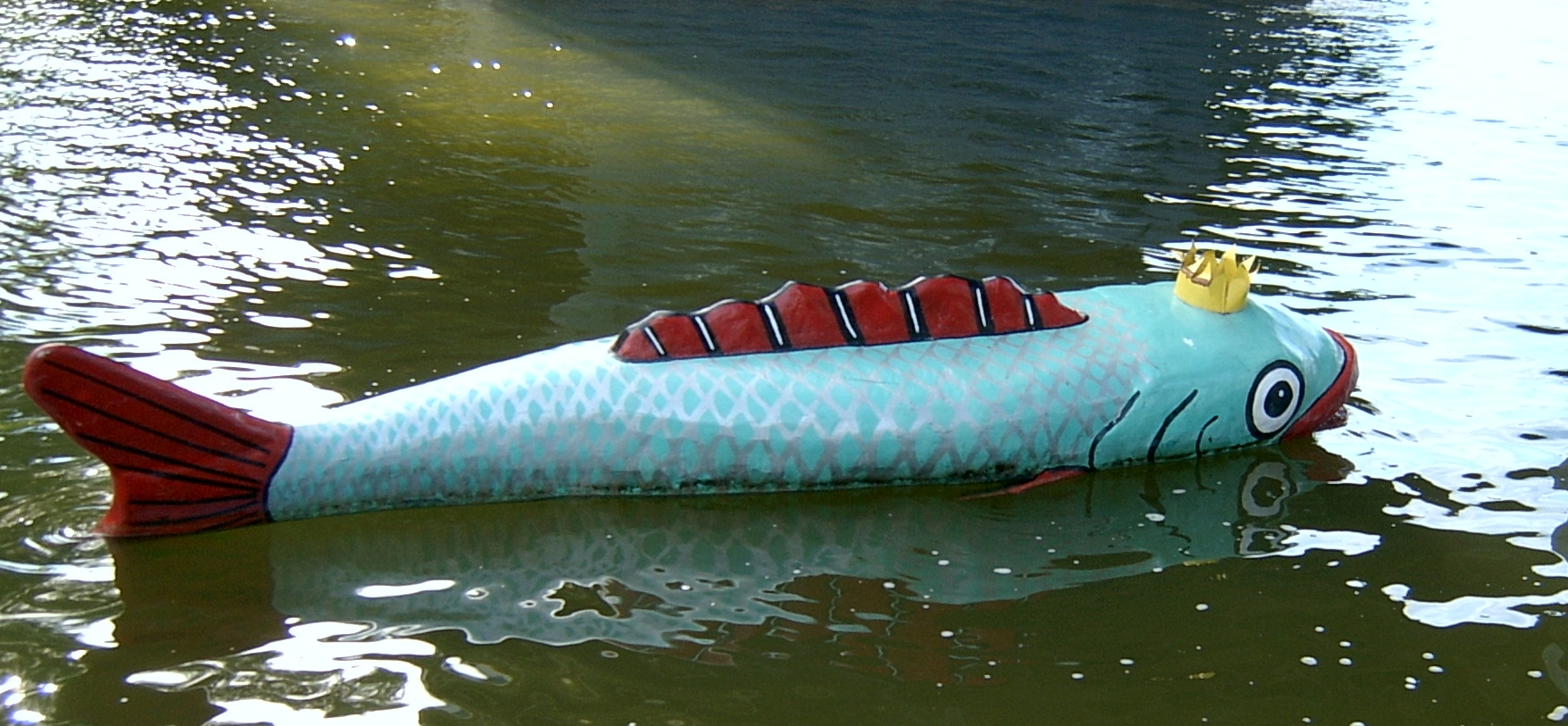
Stinthengst (Wappentier von Mikołajki)

Der Stinthengst (polnisch Rybi Król – Fischkönig oder auch Król Sielaw – Stintkönig) ist ein Fabelwesen, das aus den masurischen Gewässern um Nikolaiken (Mikołajki) stammt.
Bei dem Stinthengst handelt sich um den König der Stinte, einer Fischart, die in den masurischen Gewässern häufig anzutreffen ist.

## Die Legende
Einmal gefangen, versprach er den Fischern, in deren Netz er gelandet war, alle möglichen Wünsche zu erfüllen, wenn sie nur sein Leben verschonen würden. Die Fischer taten, wie ihnen geheißen, und ließen den Fisch am Leben. Um seine magischen Kräfte aber weiterhin ausnützen zu können, bemühten sie sich darum, den Fischkönig im Netz zu behalten. Sie banden ihn mitsamt seinem seilernen Gefängnis an der Stadtbrücke fest. Der überlistete Fischkönig aber musste sein Versprechen halten und erfüllt noch heute Wünsche. Nur die Brücke, unter der er haust, hat sich verändert. Die Originalbrücke wurde im Zweiten Weltkrieg zerstört.

## Rituale und Symbole

Wappen von Mikołajki

- Der Stinthengst wird alljährlich mit der sogenannten Wasserung geehrt, trägt eine goldene Krone und sorgt dafür, dass reichlich Fische an der Stelle zu fangen sind, an der ihn die Fischer festgebunden haben.
- Er ist auch das Wappentier der heutigen Stadt Mikołajki.
- In der Stadt Nikolaiken ist ein Brunnen angelegt, in dessen Mitte eine Skulptur des Stinthengstes zu sehen ist.